# Michel Guesdon
Pour les articles homonymes, voir Guesdon.
Michel Guesdon, né à Mantilly en 1775, et mort en 1843, est un militaire et une personnalité politique française, personnage de la chouannerie normande.

## Biographie
Il a pour conseil dans sa jeunesse Achard, du hameau des Hautes-Noës, ancien officier de marine. Affilié avec Armand Tuffin de La Rouërie, il est dissuadé par Achard de suivre les fédérés de Normandie. Forcé de marcher sur Mayenne à la tête de la garde nationale de Mantilly contre les Vendéens, il en profite pour se joindre à eux. Il faillit à cause de son uniforme d'être tué par les fusils royalistes.
Rentré épuisé au mois de décembre, il forme une première bande de réfractaires. Arrêté à Saint-Cyr dans la Manche, il est traîné de prison en prison de Mortain à Domfront.
Maltraité, mais élargi après le Traité de la Mabilais en 1795, il reprend les armes à la demande de ses hommes qui ne se croient plus en liberté, en même temps que Michelot Moulin et Robert Julien Billard de Veaux. Il rejoint Louis de Frotté qui lui fait commander son avant-garde. Lors de la pacification, il se rend au général Antoine Digonet, se cache du 18 fructidor au printemps 1798, puis conduit sa bande à M. de la Pivardière qui le prend comme major.
En 1799, il a le même grade sous Moulin, auquel il amène 3 compagnies. Il est cantonné au manoir de la Bérardière en Saint-Bômer, puis à Saint-Auvieu après le 18 brumaire, et se réunit à M. Châteauneuf, jusqu'à l'assassinat de Frotté. Il se cache alors pendant trois mois dans un trou de terre, dans une cave, vient en Anjou pendant l'été 1800, accueilli au Château de Beauchêne par René-Joseph-Victor comte du Boberil, qui le fait entrer comme professeur du collège Saint-Julien d'Angers. Tout en professant, il étudie le droit, régularise sa situation, vient à Craon, et y épouse en 1805 Marguerite Bodard de la Jacopière.
En 1815, répondant à l'appel du général d'Andigné, il est nommé maire de Craon, au retour du roi. Il reçoit la Croix de Saint-Louis et des lettres de noblesse sollicitées pour lui par la noblesse du Craonnais en 1821. Il rédige en 1820 pour ses enfants, des mémoires, dont l'abbé Macé a extrait une brochure : Le major Michel Guesdon, Alençon, 1896, 37 p., in-8.

## Source partielle
- « Michel Guesdon », dans Alphonse-Victor Angot et Ferdinand Gaugain, Dictionnaire historique, topographique et biographique de la Mayenne, Laval, A. Goupil, 1900-1910 [détail des éditions] (BNF 34106789, présentation en ligne), t. IV, p. 435.